# Henry Kuttner
Henry Kuttner (n. 7 aprilie 1915 – d. 4 februarie 1958) a fost un scriitor american de literatură de groază, science fiction și fantezie.

## Opere (selecție)

### Povestiri scurte

#### Seria de povestiri Tony Quade

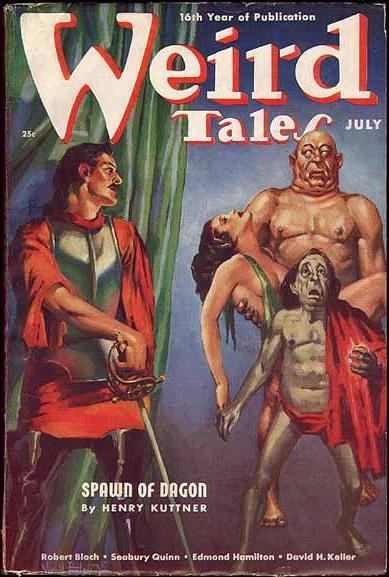
Coperta revistei Weird Tales din iulie 1938 în care apare povestirea Spawn of Dagon

- "I. Hollywood on the Moon" (1938)
- "II. Doom World" (1938)
- "III. The Star Parade" (1938)
- "IV. Trouble on Titan" (1941)

#### Seria de povestiri Elak of Atlantis
- "Thunder in the Dawn" (1938)
- "Spawn of Dagon" (1939)
- "Beyond the Phoenix" (1939)
- "Dragon Moon" (1940)

#### Seria de povestiri Thunder Jim Wade (pseudonim Charles Stoddard)
- "Thunder Jim Wade" (1941)
- "The Hills of Gold" (1941)
- "The Poison People" (1941)
- "The Devil's Glacier" (1941)
- "Waters of Death" (1941)

#### Seria de povestiri Baldie
- "The Piper's Son" (1945)
- "Three Blind Mice" (1945)
- "The Lion And The Unicorn" (1945)
- "Beggars in Velvet" (1945)
- "Humpty Dumpty" (1945)

#### Altele
- "The Graveyard Rats" (1936)
- "The Secret of Kralitz" (1936)
- "The Eater of Souls" (1937)
- "The Salem Horror" (1937)
- "The Invaders" (1939)
- "Bells of Horror" (1939)
- "The Hunt" (1939)
- "Beauty and the Beast" (1940)
- "Mimsy Were the Borogoves" (1943) după care s-a realizat filmul științifico-fantastic din 2007 The Last Mimzy și filmul francez pentru televiziune "Tout spliques étaient les Borogoves" (1970)
- "Clash by Night" (cu C. L. Moore) (1943)
- "The Proud Robot" (1943)
- "The Time Locker" (1943)
- "Gallegher Plus" (1943)
- "Nothing but Gingerbread Left" (1943)
- "The Twonky" (1940s?), după care s-a realizat filmul din 1953
- "The World Is Mine" (1943)
- "The Cure" (1946)
- "Call Him Demon" (1946)
- "Vintage Season" (cu C. L. Moore; 1946), în 1992 s-a realizat filmul Timescape
- "Ex Machina" (1948)
- "Happy Ending" (1949)
- "Satan Sends Flowers" (1953)
- "Or Else" (??), publicat în antologia The War Book (editată de  James Sallis, 1969).
- The Best of Henry Kuttner antologie de 17 povestiri. (Garden City, NY: Doubleday, 1975).
- The Eyes of Thar
- Atomic!

### Fixups
- Mutant (Seria de povestiri Baldie) (1953)
- Robots Have No Tails (Seria de povestiri Gallegher) (1952)

### Romane
- The Fairy Chessmen
- The Time Trap (1938)
- Dr. Cyclops (1940)
- A Million Years to Conquer (1940)
- The Creature from Beyond Infinity (1940)
- Earth's Last Citadel (cu C. L. Moore) (1943)
- Valley of the Flame (1946)
- The Dark World (1946)
- The Portal in the Picture, sau Beyond Earth's Gates (cu C. L. Moore) (1946)
- Fury, (1947), sau Destination: Infinity (1956)
- Lands of the Earthquake (1947)
- The Time Axis (1948)
- The Well of the Worlds (1952)
- Man Drowning (1952)
- The murder of Eleanor Pope (1958)

### Colecții
- Ahead of Time
- The Best of Henry Kuttner
- The Best of Kuttner 1
- The Best of Kuttner 2
- The Book of Iod
- Bypass to Otherness
- Chessboard Planet and Other Stories (cu C.L. Moore)
- Clash by Night and Other Stories (cu C.L. Moore)
- Detour to Otherness (cu C.L. Moore)
- Elak of Atlantis
- A Gnome There Was
- Hollywood on the Moon / Man About Time: The Pete Manx Adventures (cu Arthur K. Barnes) (anunțată pentru 2011)
- Kuttner Times Three
- Line to Tomorrow and Other Stories of Fantasy and Science Fiction (cu C.L. Moore)
- No Boundaries (cu C.L. Moore)
- Prince Raynor
- Return to Otherness
- Secret of the Earth Star and Others
- The Startling Worlds of Henry Kuttner
- Terror in the House: The Early Kuttner, Volume One
- Thunder in the Void (anunțată pentru 2011)
- Thunder Jim Wade
- Two-Handed Engine: The Selected Short Fiction of Henry Kuttner & C.L. Moore

## Pseudonime
- Edward J. Bellin
- Paul Edmonds
- Noel Gardner
- Will Garth
- James Hall
- Keith Hammond
- Hudson Hastings
- Peter Horn
- Kelvin Kent
- Robert O. Kenyon
- C. H. Liddell
- Hugh Maepenn
- Scott Morgan
- Lawrence O'Donnell
- Lewis Padgett
- Woodrow Wilson Smith
- Charles Stoddard

## Premii
- Cordwainer Smith Rediscovery Award, în 2004